# A Rush and a Push and the Land Is Ours
"A Rush and a Push and the Land Is Ours" é uma canção de 1987 da banda inglesa de rock alternativo The Smiths, que apareceu como faixa de abertura do último álbum da banda de 1987, Strangeways, Here We Come. A canção, escrita por Morrissey e Johnny Marr, não tem guitarra e foi inspirada em "Shoes" de Reparata, além de ser lirica por Jane Wilde, a mãe de Oscar Wilde.
"A Rush and a Push and the Land Is Ours" recebeu elogios de compositores musicais desde o seu lançamento por suas letras misteriosas, cujo significado ainda é discutido, e por sua melodia. Além disso, a banda americana de metal progressivo Coheed and Cambria a regravou.

## Produção
"A Rush and a Push and the Land Is Ours" representou uma decisão consciente de Johnny Marr de se desviar do reconhecível som jangle pop da banda, na medida em que não apresentava nenhuma guitarra. Andy Rourke, refletindo sobre a música, destacou o momento como a "primeira vez" da banda. Marr explicou:
Antes de Strangeways terminar, por alguns meses antes eu realmente queria abrir o álbum, porém, eu ia fazê-lo, com uma música sem partes de guitarra... como um desafio e também estava meio entediado com tudo isso. Aquela coisa de 'jingle jangle', parecia que estávamos sendo colocados naquela caixa... então pensei em tentar pegar a primeira faixa do álbum e ver se alguém notava. E ninguém percebeu até que eu contei para todo mundo.
Musicalmente, a música foi inspirada na música "Shoes" de Reparata, música da qual Marr e Morrissey eram fãs. Marr disse: "Foi inspirado em ["Shoes"], sim - a maior parte daquela música eu meio que me lembrava de quando era criança, enquanto estava nas paradas inglesas. Gostei do piano elétrico - ficou preso no meu subconsciente. É engraçado como essas coisas acontecem."
O título da canção originou-se de um poema escrito pela mãe de Oscar Wilde, Jane Wilde, que discutia uma tomada republicana do governo da Irlanda. Morrissey se inspirou em sua experiência como filho de imigrantes irlandeses nas letras da faixa.

## Recepção
"A Rush and a Push and the Land Is Ours" teve uma recepção positiva da crítica desde seu lançamento. Consequence of Sound elogiou as "letras vintage, de grau A e insultuosas" da música, enquanto The Vinyl District observou a "adorável melodia e muita percussão elegante" da música.
Pop Matters nomeou a música como a nona melhor da banda, observando que "os Smiths soam realmente ameaçadores" na música. A Rolling Stone classificou a música como a 36ª melhor música dos Smiths, enquanto a Consequence of Sound a nomeou como a 53ª melhor faixa da banda.
O comediante Stephen Merchant elogiou a música, afirmando que a música "tem uma abertura eletrizante; meio que diminui lentamente com esse fade e então as guitarras (sic) entram em ação. Isso teve o mesmo impacto em mim que o acorde de abertura de "A Hard Day's Night." Isso entra em seus ossos imediatamente. Você ouve e pensa: 'Isso é tão incrível. Por que fui privado disso por tanto tempo?'"

## Cover
A banda americana de metal progressivo Coheed and Cambria fez um cover da música em 2010, como parte do The A.V. Clube Série Undercover, onde bandas fizeram covers de músicas de uma lista de 25 selecionadas pelo The AV Club. O vocalista Claudio Sanchez supostamente não conhecia bem a música antes de fazer um cover dela. Consequence of Sound descreveu sua versão como "uma música que é de igual ferocidade como qualquer outra de seu próprio catálogo e uma ode estranhamente alegre ao lendário grupo do Reino Unido".